# Вашгирд
Вашгирд (перс. ویشگرد‎) — городище на правом берегу Иляк, на территории современного Файзабадского района Таджикистана, недалеко от посёлка Файзабад, датируемая исследователями второй половиной II тыс. до н. э. — IX-X вв., XI-XIII вв.

## Топонимы
Вашгирд до XVI века была известна под названием «Wēšgird». Топоним восходит к авест. «Vaesa.krta-», что означает «город, созданный Висой», одним из полководцев туранского царя Афрасияба. Топоним Файзабад является позднейшей трансформацией средневекового Вешгирд.
Первое упоминание Файзабада, известного до XVI в. под названием «Wēšgird», в источниках содержится в «Авесте» — священной книге зороастрийцев, где его название приводится в форме «Vaesa.krta-». В «Шахнаме» Фирдоуси он упоминается в форме Виса (перс. ویسه‎), Висагирд (перс. ویسه گرد‎) или Висаган (перс. ویسه گان‎) в связи с событиями, происходившими во времена царя Афрасиаба. Название связывают с именем Пирана Виса — везира царя Афрасиаба.
В согдийских документах из замка на горе Муг (начало VIII в.), город упоминается в форме Вашгирт или Вашкирд; 679, с. 221], а в «Худуд ал-'алам» — в форме «Wēškird» (перс. ویشکرد‎).
По некоторым данным, в первой половине VII в. Вашгирд был столицей одного из округов Хутталана. По данным китайской исторической хроники «Таншу», город У-ше-ке, то есть Вашгирд, был административным центром округа Хю-ми, то есть Кумед, относившимся к Хутталану.

## Историческая справка
По материалам первоисточников Вашгирд являлся одним из древнейших городов Средней Азии. В Авесте он упоминается как город Виса. Он сформировался ориентировочно во второй половине II тыс. до н. э. Как пишет доктор исторических наук, таджикский нумизмат Давлатходжа Довуди, наименование города в виде Виса, Висагирд и Вашгирд упомянуто в бессмертной поэме Абулкасима Фирдоуси «Шахнамэ» и арабо-персидских географических трудах IX-X вв. Наивысшего развития город достиг в Средние века как политический, экономический и культурный центр Средней Азии.
Вашгирд располагался на одном из главных магистралей Великого Шёлкового пути. Эта трасса начиналась в Балхе и через Термез, Чаганиан, Вашгирд, Алайскую долину, Ош доходил до Кашгара и Китая. Об этом свидетельствуют находки медных монет, датируемые Давлатходжа Довуди VIII-IX, XI, XII, XV вв. и чеканенные в Бухаре. К северу от современного Файзабада, на одном из холмов, сохранились остатки сооружения с каменным фундаментом и стенами из жжёных кирпичей, принадлежащих, возможно, караульной башне, охранявшей подступы к Вашгирду.

## Описание городища
Древний Вашгирд состоял из двух крепостей, шахристана и рабата. Площадь шахристана вместе с одной из крепостей (Калъаи Сангин) достигал 9,2 га. Вторая крепость (Фотимаи Зухро) имел площадь 70х75 м. Самой крупной частью городища был рабад – он занимал территорию в 60 га. Рабад в своём составе имел два поселения — Сари Мазор и Чонварсуз. Таким образом, была выявлена городская структура с развитой хозяйственной, ремесленной и торговой отраслью (свидетельством развитого ремесленного производства являются обнаруженные гончарные, ювелирные, кузнечные и другие мастерские). В Калъаи Сангин и шахристане были раскопаны многокомнатные жилища с помещениями различного функционального назначения — для сна, а также хозяйственных нужд, в частности, хранилища зерна, предметов утвари, быта, инструментов для сельскохозяйственных работ. Жилые комнаты отапливались посредством сандали — прямоугольные в плане столики, накрытые одеялом. Под столиком в специальном углублении находились тлеющие уголья, которые грели ноги и тело сидящих под одеялами обитателей дома. Еду готовили в очагах с котлами. Многокомнатные жилища имели небольшие внутренние дворики. Стены жилищ были сложены из больших каменных блоков высотой от 30 см до одного метра.
Шахристан состоял из многокомнатных жилищ, которые располагались вдоль двух магистральных улиц, небольших улочек и переулков. Из трёх жилищ Калъаи Сангин, выстроенных из каменных блоков одно помещение имело выложенный из каменных плит пол. В этом помещение были вскрыты шесть слоев обживания, датируемые XI-XV, IX-X и более ранними веками.
Раскопки крепости Фотимаи Зухро дали возможность открыть там культурные слои и датировать их IX-X вв.
Известно, что средневековые города Средней Азии имели одну крепость-цитадель, где обитали правители. Однако Вашгирд имел две крепости. Одна из них — Калъаи Сангин в шахристане, вторая крепость Фотимаи Зухро — поблизости. Это позволяет утверждать исследователям о том, что градостроительное искусство и материальная культура городов в горной местности достаточно не изучены, в том числе и Вашгирда.

## Исследования
Изучение Вашгирда началось в 2004 году, в результате чего были открыты страницы древнейшей истории города, относящиеся к эпохе Кушанского царства (I в. н. э.). К этому времени он был крупным городом, имеющий археологические слои более раннего периода, которые, были вскрыты последующими раскопками. В частности, группой археологов Института истории, археологии и этнографии Академии наук Республики Таджикистан под руководством Д. Довуди в 2007 году раскопки были продолжены и получены новые свидетельства функционирования этого города в древнейшем периоде.
Исследования 2008 года в Вашгирде принесли новые памятники материальной культуры. В частности, в одном из частных жилищ шахристана был вскрыт полукруглый в плане глиняный очаг высотой 23-26 см. На глиняной поверхности зафиксированы рисунки полуарок и четыре арийских символических изображений. Внутри очага-оташдона изображены туроподобные существа и змея, которые, видимо, являлись оберегами обитателей жилища. Оташдон датируется XI-XIII вв. и, видимо, он являлся реликтом древнейших религиозных воззрений Средней Азии, возможно, зороастризма. При всём том, что ислам в рассматриваемом периоде укрепился здесь прочно, какие-то древние верования оставляли свои следы, не влияя на исламские духовно-культовые воззрения обитателей города.